# Дейвілл (Орегон)
Дейвілл (англ. Dayville) — місто (англ. city) в США, в окрузі Грант штату Орегон. Населення — 132 особи (2020).

## Географія
Дейвілл розташований за координатами 44°28′0″ пн. ш. 119°31′56″ зх. д. / 44.46667° пн. ш. 119.53222° зх. д. (44.466761, -119.532223).  За даними Бюро перепису населення США в 2010 році місто мало площу 1,36 км², уся площа — суходіл.

### Клімат
| Клімат : Дейвілл      | Клімат : Дейвілл | Клімат : Дейвілл | Клімат : Дейвілл | Клімат : Дейвілл | Клімат : Дейвілл | Клімат : Дейвілл | Клімат : Дейвілл | Клімат : Дейвілл | Клімат : Дейвілл | Клімат : Дейвілл | Клімат : Дейвілл | Клімат : Дейвілл | Клімат : Дейвілл |
| Показник              | Січ.             | Лют.             | Бер.             | Квіт.            | Трав.            | Черв.            | Лип.             | Серп.            | Вер.             | Жовт.            | Лист.            | Груд.            | Рік              |
| Середній максимум, °C | 6,1              | 10,0             | 13,3             | 17,8             | 22,2             | 26,7             | 32,2             | 31,1             | 26,7             | 19,4             | 11,7             | 7,2              | 18,7             |
| Середній мінімум, °C  | −4,4             | −2,2             | −1,7             | 0,6              | 4,4              | 7,8              | 9,4              | 8,9              | 5,0              | 1,1              | −1,1             | −3,3             | 2,1              |
| Норма опадів, мм      | 33               | 20               | 25               | 23               | 41               | 30               | 10               | 13               | 13               | 23               | 28               | 33               | 295              |
| --------------------- | ---------------- | ---------------- | ---------------- | ---------------- | ---------------- | ---------------- | ---------------- | ---------------- | ---------------- | ---------------- | ---------------- | ---------------- | ---------------- |
| Джерело: Weatherbase  |                  |                  |                  |                  |                  |                  |                  |                  |                  |                  |                  |                  |                  |

## Демографія
Згідно з переписом 2010 року, у місті мешкало 149 осіб у 72 домогосподарствах у складі 41 родини. Густота населення становила 109 осіб/км².  Було 93 помешкання (68/км²).
Расовий склад населення:
| - 96,0 % — білих - 3,4 % — корінних американців |

До двох чи більше рас належало 0,7 %. Частка іспаномовних становила 0,7 % від усіх жителів.
За віковим діапазоном населення розподілялося таким чином: 14,8 % — особи молодші 18 років, 62,4 % — особи у віці 18—64 років, 22,8 % — особи у віці 65 років та старші. Медіана віку мешканця становила 50,8 року. На 100 осіб жіночої статі у місті припадало 115,9 чоловіків;  на 100 жінок у віці від 18 років та старших — 119,0 чоловіків також старших 18 років.
Середній дохід на одне домашнє господарство  становив 46 458 доларів США (медіана — 40 625), а середній дохід на одну сім'ю — 53 276 доларів (медіана — 43 125). Медіана доходів становила 33 250 доларів для чоловіків та 31 250 доларів для жінок. За межею бідності перебувало 8,7 % осіб, у тому числі 15,4 % дітей у віці до 18 років та 13,8 % осіб у віці 65 років та старших.
Цивільне працевлаштоване населення становило 71 осіб. Основні галузі зайнятості: освіта, охорона здоров'я та соціальна допомога — 22,5 %, транспорт — 19,7 %, науковці, спеціалісти, менеджери — 9,9 %, публічна адміністрація — 8,5 %.